# Australian Koala Foundation
Die Australian Koala Foundation (AKF) ist eine wissenschaftliche internationale Non-Profit-Organisation mit dem Ziel, die kontinuierliche Populationsabnahme der Koalabestände zu stoppen und so das Überleben des Koalas zu sichern und dabei ein globales Bewusstsein für gefährdete Flora und Fauna zu schaffen. Es ist die einflussreichste Organisation weltweit, die dem Schutz des wilden Koalas und somit auch seines natürlichen Lebensraumes gewidmet ist. Sie ist präsent in Australien, den USA und Japan und ist dabei vollständig regierungsunabhängig.

## Allgemein

### Koala Protection Act
Die Koalapopulation hat sich von ursprünglichen Millionen auf geschätzte 52.000 bis 87.000 reduziert und nimmt weiterhin ab. Alle heutigen Koalaprobleme finden ihren Ursprung in der Vernichtung der Bäume, die dem Beutelbär als Nahrung und Lebensraum dienen; daher setzt die Lösung der AKF mit dem Koala Protection Act (KPA) dort an. Er wurde von Teams der AKF sowie australischen und internationalen Juristen erstellt.
Der KPA ist angelehnt an den Bald and Golden Eagle Protection Act, der 1940 in den Vereinigten Staaten eingeführt wurde, nachdem die Regierung die Notwendigkeit einsah, ihr Nationalsymbol zu beschützen. Das simple, einseitige Dokument mit dem Gesetz „Es ist weder erlaubt, Weißkopfseeadlern noch ihren Bäumen zu schaden“ stellte sich als äußerst effektiv heraus.

### Slogan
Der Leitspruch der AKF „No Tree No Me“ betont die Wichtigkeit der wenigen Bäume, die das einzige Nahrungsmittel des Koalas darstellen.

### Finanzierung
Die Organisation hat sich strikt dagegen entschieden, irgendwelche Formen von Staatlichen Mitteln anzunehmen. Sie legt alle wissenschaftlichen Fakten ohne Beschränkungen offen. Daher ist die AKF auf Spenden, Sponsoring und Fundraising angewiesen.

### Geschichte
In den 1980er Jahren promovierte Steve Brown, ein junger Tiermediziner an der University of Queensland. Er befasste sich mit Pathologischen Problemen bei Koalas. Im Laufe seiner Forschungen kam er zu dem Fazit, dass Chlamydien eine Bedrohung für die Koalaspezies sind.
1985 arbeitete er als tiermedizinischer Berater bei Oasis Tourist Gardens, wo er den Manager Steve Brown traf. Zusammen gründeten sie im Jahr 1986 die Australian Koala Foundation, mit dem Ziel, den Rückgang der Koalapopulation zu stoppen. 
Als ihnen klar wurde, dass nicht Chlamydien, wie zuerst vermutet, die Hauptbedrohung für den Koala waren, sondern die Zerstörung seines Lebensraumes; änderte sich auch die Richtung der AKF, von der Heilung der Chlamydien zur Habitatserhaltung.
AKF wird von CEO Deborah Tabart geführt, die international als „the Koala Woman“ bekannt ist.

## Forschung

### Mapping
Die AKF wurde für ihren Koala Habitat Atlas mehrfach ausgezeichnet, unter anderem vom Smithsonian für „Exzellenz im Mapping des Koalalebensraums“.